# Police Service of Northern Ireland

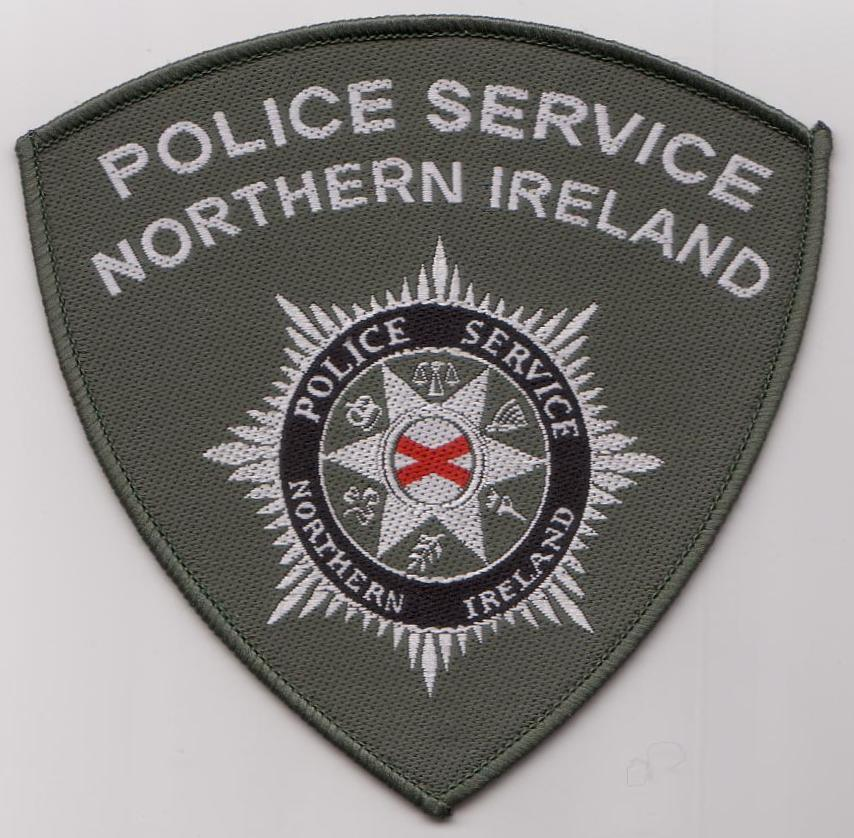
Emblem des PSNI

Der Police Service of Northern Ireland (PSNI) (irisch Seirbhís Phóilíneachta Thuaisceart Éireann, deutsch „Polizeidienst von Nordirland“) ist die reformierte Polizei in Nordirland und damit die Nachfolgeorganisation der Royal Ulster Constabulary (RUC).

## Vorgeschichte
Die Mitglieder der RUC rekrutierten sich früher in ihrer großen Mehrheit (92 %) aus Protestanten, Katholiken schlossen sich dagegen selten an. Dies beruhte einerseits auf Misstrauen gegenüber einer Organisation, die als konfessionell dominiert betrachtet wurde; anderseits befürchteten Katholiken Repressalien aus ihrem eigenen gesellschaftlichen Umfeld. Dies führte dazu, dass sich nicht nur das Problem der einseitigen Personalstruktur verselbständigte; Katholiken vermieden es auch, die Polizei im Falle von Delikten hinzuzuziehen oder mit ihr zusammenzuarbeiten. Infolge dieser Entwicklungen kam es in vornehmlich katholischen Stadtvierteln zu Zuständen, die an Gesetzeslosigkeit grenzten oder bei denen die vollziehende Gewalt von der IRA übernommen wurde.

## Reformen
Daraufhin wurden im Zuge der Umsetzung des Karfreitagsabkommens Reformen der RUC beschlossen. Sie beruhten auf den Empfehlungen des nach Chris Patten benannten Patten-Reports, der folgende Maßnahmen nahelegte:
- Die Änderung des Namens: Dies wurde notwendig, weil sich in den Augen vieler Katholiken schon mit dem „Royal“ im Namen der Polizei der Anspruch der Krone auf Nordirland manifestierte.

- Die Personalstärke wurde auf 7000 Stellen verringert. Alle verbliebenen Mitglieder der RUC wurden automatisch in den PSNI aufgenommen, Neubewerber müssen jedoch zu gleichen Teilen beiden Bevölkerungsgruppen entstammen.

- Die neue Polizeibehörde wird von einem überparteilichen Gremium, dem Policing Board, überwacht.

- Das neue Erscheinungsbild wird durch eine neue Uniform unterstrichen. Dies findet seinen besonderen Ausdruck im neuen Emblem: zur Krone und Harfe kommen weitere Symbole hinzu: das Kleeblatt, die Fackel, der Lorbeerzweig sowie die Waage der Justiz.

Die Maßnahmen traten am 4. November 2001 in Kraft. Dienstsitz ist Belfast.
Die Polizeitruppe ist explizit dem konfessionellen Proporz bei Neueinstellungen verpflichtet. Seit der Aufnahme Polens in die Europäische Union im Jahre 2004 kommt es zu einer verstärkten Aufnahme polnischer Katholiken in die Polizei, die damit diesen Auftrag erfüllt.

## Kritik
Die Umgestaltung der RUC ist umstritten. Die protestantische Seite kritisiert, dass hierbei zu viele Zugeständnisse gemacht wurden. Insbesondere dem Andenken der Mitglieder der RUC, die in Erfüllung ihres Dienstes ums Leben kamen, sei nicht Genüge getan worden. Man empfindet die Abschaffung des alten Namens als Eingeständnis der Niederlage gegenüber der republikanischen Bewegung.
In der Kritik der katholischen Bevölkerung werden die Maßnahmen vielfach als rein kosmetisch abgetan; bis auf Äußerlichkeiten hätte sich nichts geändert. Das Misstrauen gegenüber der protestantisch geprägten RUC haftet auch dem PSNI an. Ein weiterer Kritikpunkt betrifft die Verantwortlichkeit der neuen Polizei: nach wie vor untersteht die Polizei der britischen Regierung in London. Aus diesem Grund weigert sich Sinn Féin, sein Mandat im Policing Board wahrzunehmen. Ein weiterer Stein des Anstoßes ist die Ausübung von nachrichtendienstlichen Tätigkeiten, die nicht der Polizei, sondern dem britischen Inlandsgeheimdienst MI 5 obliegen soll. Auf einer außerordentlichen Parteikonferenz der Sinn Féin am 28. Januar 2007 stimmte die überwiegende Mehrheit der Mitglieder jedoch für die Unterstützung der neuen Polizei in Nordirland, um damit den Weg für die erneute Einberufung einer Lokalregierung in Belfast freizumachen.
Das erklärte Ziel der Reform der Polizei in Nordirland ist es, mit dem PSNI eine Polizeikraft zu schaffen, die von allen Teilen der Bevölkerung Nordirlands als unvoreingenommen und unparteiisch angesehen wird.